# Mastomys
Genre
Mastomys est un genre africain de rongeurs de la sous-famille des Murinés. Ce sont des espèces africaines. Les Mastomys et notamment Mastomys natalensis sont le principal réservoir du virus (Arenavirus) de la fièvre de Lassa.

## Liste des espèces
Ce genre comprend les espèces suivantes :
- Mastomys awashensis Lavrenchenko, Likhnova, and Baskevich, 1998
- Mastomys coucha Smith, 1834
- Mastomys erythroleucus, Temminck, 1853 - Rat à mamelles multiples[1]
- Mastomys huberti Wroughton, 1909
- Mastomys kollmannspergeri Petter, 1957
- Mastomys natalensis Smith, 1834
- Mastomys pernanus Kershaw, 1921
- Mastomys shortridgei St. Leger, 1933

Pour Mastomys angolensis (Bocage, 1890) : Myomyscus angolensis (Bocage, 1890), Mastomys hildebrandtii (Peters, 1878) synonyme de Mastomys natalensis Smith, 1834 et Mastomys verheyeni Robbins and Van der Straeten, 1989 synonyme de Mastomys kollmannspergeri Petter, 1957